# ŠK Šurany
ŠK Šurany là một câu lạc bộ bóng đá Slovakia đến từ Šurany.

## Màu sắc và huy hiệu
Màu sắc của đội bóng là xanh dương nhạt và đen.

## Lịch sử thi đấu
Chỉ Slovak League (1993-nay)
| Mùa giải | Hạng đấu             | Thứ hạng | St | T  | H | B  | BT | BB | Đ  | Cúp bóng đá Slovakia | Vua phá lưới (Số bàn thắng) |
| -------- | -------------------- | -------- | -- | -- | - | -- | -- | -- | -- | -------------------- | --------------------------- |
| 1993-94  | thứ 6 (giải khu vực) | 1/(16)   | 30 | 22 | 5 | 3  | 82 | 26 | 49 | Không tham gia       |                             |
| 1994-95  | thứ 5 (giải khu vực) | ?/(16)   |    |    |   |    |    |    | ?  | Không tham gia       |                             |
| 1995-96  | thứ 5 (giải khu vực) | 1/(16)   |    |    |   |    |    |    | ?  | Không tham gia       |                             |
| 1996-97  | thứ 4 (giải khu vực) | 6/(16)   | 30 | 13 | 9 | 8  | 54 | 41 | 48 | Không tham gia       |                             |
| 1997-98  | thứ 4 (giải khu vực) | ?/(16)   |    |    |   |    |    |    | ?  | Không tham gia       |                             |
| 1998-99  | thứ 4 (giải khu vực) | ?/(16)   |    |    |   |    |    |    | ?  | Không tham gia       |                             |
| 1999-00  | thứ 4 (giải khu vực) | ?/(16)   |    |    |   |    |    |    | ?  | Không tham gia       |                             |
| 2000-01  | thứ 4 (giải khu vực) | ?/(16)   |    |    |   |    |    |    | ?  | Không tham gia       |                             |
| 2001-02  | thứ 5 (giải khu vực) | 6/(15)   | 28 | 14 | 2 | 12 | 61 | 42 | 44 | Không tham gia       |                             |
| 2012-13  | thứ 4 (giải khu vực) | 2/(16)   | 30 | 18 | 6 | 6  | 56 | 27 | 60 | Không tham gia       |                             |
| 2013-14  | thứ 4 (giải khu vực) | 2/(16)   | 30 | 20 | 5 | 5  | 75 | 24 | 65 | Không tham gia       |                             |
| 2014-15  | thứ 4 (giải khu vực) | 10/(16)  | 30 | 11 | 7 | 12 | 54 | 39 | 37 | Không tham gia       |                             |
| 2015-16  | thứ 4 (giải khu vực) | 2/(16)   | 30 | 20 | 4 | 6  | 71 | 36 | 64 | Không tham gia       |                             |
| 2016-17  | thứ 3 (giải khu vực) | 17/(19)  | 36 | 11 | 6 | 19 | 55 | 79 | 39 | Không tham gia       |                             |
| 2017-18  | thứ 4 (giải khu vực) | 4/(16)   | 30 | 15 | 7 | 8  | 54 | 36 | 52 | Không tham gia       |                             |